# Guillelma de Rosers
Guillelma de Rosers (vers 1235-1265), aussi écrit Guilhelma est une trobairitz provençale du XIIIe siècle, une des dernières trobairitz de langue occitane connues.
Elle est originellement de Rougiers mais a vécu longtemps à Gênes où elle a rencontré Lanfranco Cigala qui a écrit sur elle dans certaines de ses chansons en occitan. Les chansons et la vida de Lanfranc sont les sources principales sur la vie de Guillelma de Rosers. Elle est également la destinataire — la flor de cortezia, la fleur de la courtoisie — d'une canso anonyme, Quan Proensa ac perduda proeza (lorsque Provence avait perdu prouesses), qui déplore son long séjour à Gênes.
La seule poésie encore connue de Guillelma est un jeu-parti (en occitan, tenson, avec Lanfranc Cigala Na Guillelma, maint cavalier arratge